# 陈中红
陈中红，中华人民共和国政治人物、全国脱贫攻坚先进个人。

## 生平
陈中红任宜垦（天津）集团有限公司董事长。因在脱贫攻坚战中作出突出贡献，2021年2月25日全国脱贫攻坚总结表彰大会上，陈中红被授予“全国脱贫攻坚先进个人”。